# Yves Coussain
Yves Coussain, homme politique français, né le 15 mai 1944 à Teissières-lès-Bouliès (Cantal).

## Biographie
Cadre supérieur de banque, maire de Teissières-lès-Bouliès (1983-1989) et (2008- ), conseiller général du canton d'Arpajon-sur-Cère de 1983 à 2004, il est élu député de 1988 à 2007 dans la première circonscription du Cantal.
Il ne se représente pas en 2007 et cède sa place à Vincent Descœur.

## Mandats

### Mandats en cours
- Maire de Teissières-lès-Bouliès (Cantal) depuis mars 2008

### Anciens mandats
- Maire de Teissières-lès-Bouliès (Cantal) du 14 mars 1983 au 12 mars 1989
- Conseiller municipal d'Arpajon-sur-Cère (Cantal) de 1989 à 2001
- Conseiller général du Cantal (canton d'Arpajon-sur-Cère) de 1985 à 2004, dont vice-président de 1988 à 1998
- Conseiller régional d'Auvergne de 1986 à 1988
- Député du 13 juin 1988 au 1er avril 1993 (IXe législature), du 2 avril 1993 au 21 avril 1997 (Xe législature), du 1er juin 1997 au 18 juin 2002 (XIe législature) et du 19 juin 2002 au 19 juin 2007 (XIIe législature)